# LAV Madrid-Segòvia-Valladolid

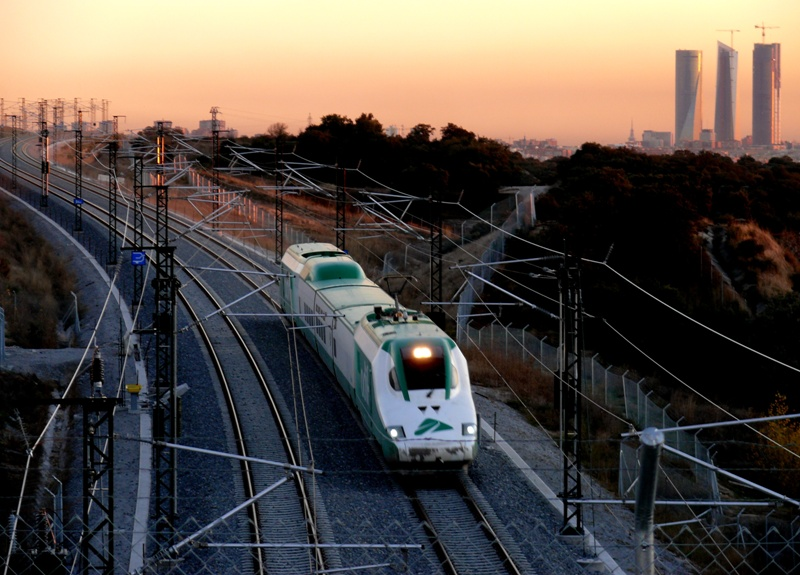
Tren de proves d'Adif (Adif serie 330) al Goloso (Madrid)

La Línia d'Alta Velocitat Madrid-Segòvia-Valladolid és una línia d'alta velocitat que va obrir el servei comercial el 23 de desembre de 2007 i constitueix el primer tram que va entrar en funcionament del corredor nord i nord-est del ferrocarril d'alta velocitat a Espanya
Segons el PEIT 2005-2020 aquesta línia estarà connectada amb les següents:
- Olmedo - Zamora - Galicia, i aquesta amb l'Eix Atlàntic
- LAV a Astúries (Valladolid-Venta de Baños-Lleó-Variant de Pajares)
- LAV Valladolid - Burgos - Vitòria, i aquesta amb la Y Basca.
- Altres línies d'alta velocitat quan s'obri el tercer túnel de la risa que connectarà en ample estàndard les estacions madrilenyes de Chamartín i Puerta de Atocha, ambdós capçaleres de diferents línies d'alta velocitat.

La línia està construïda amb una plataforma preparada per la circulació de trens a 350 km/h, senyalització tipus ERTMS II i ASFA digital, franquejament de desviaments a 220 km/h i suposa una reducció de més de 70 km respecte al traçat de la Línia General del Norte o Imperial gràcies als túnels de San Pedro i de Guadarrama, de 9 i 28 km respectivament. La línia ha reduït el temps de recorregut entre Madrid i Valladolid de 2:30 h a 56 min. A més, gràcies als tres canviadors dobles d'ample que hi ha a Chamartín, Valdestillas i Valladolid també ha reduït el temps de viatge d'altres trajectes.